# 日中友好庭园

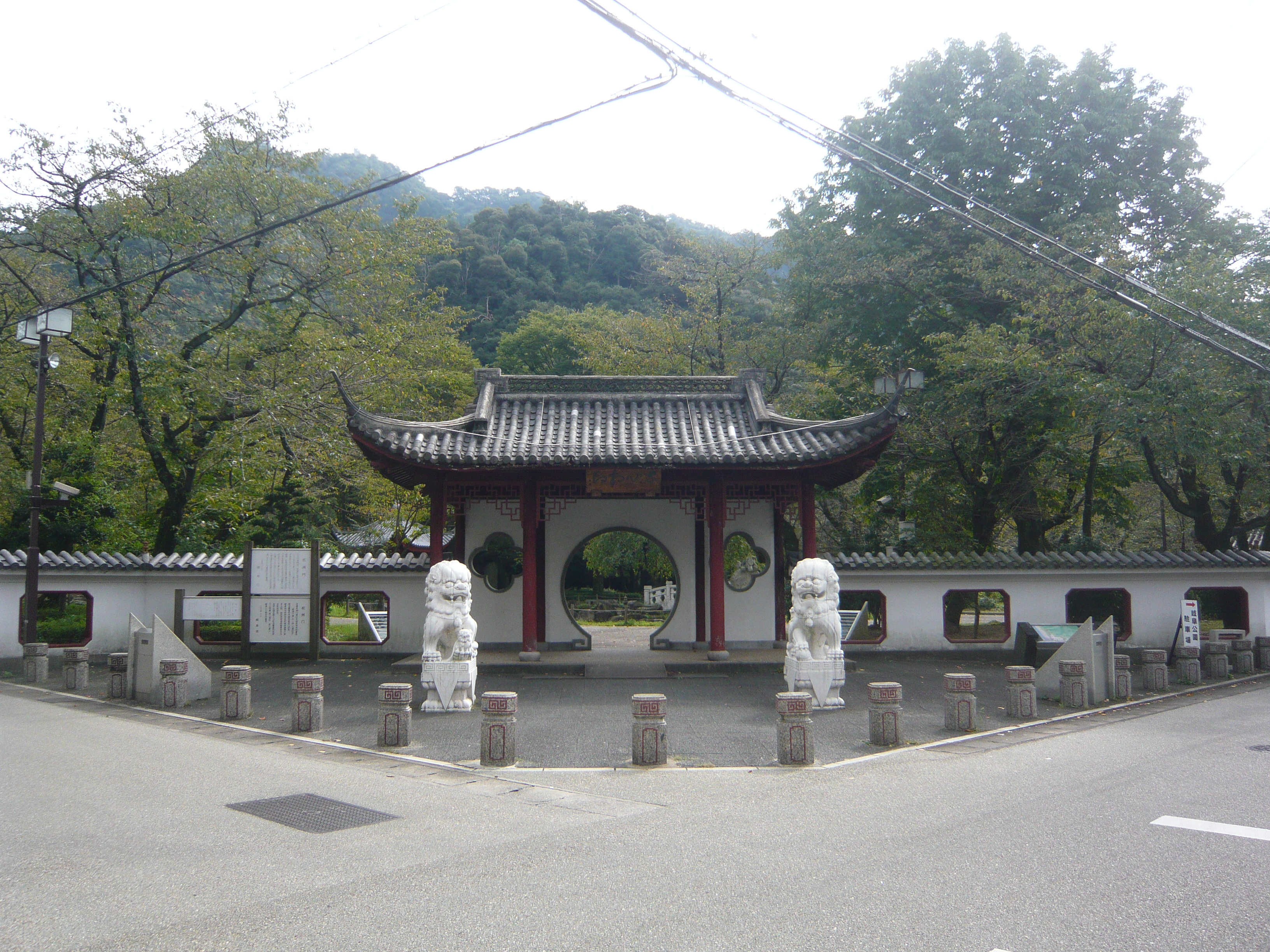
日中友好庭園正门“杭州门”

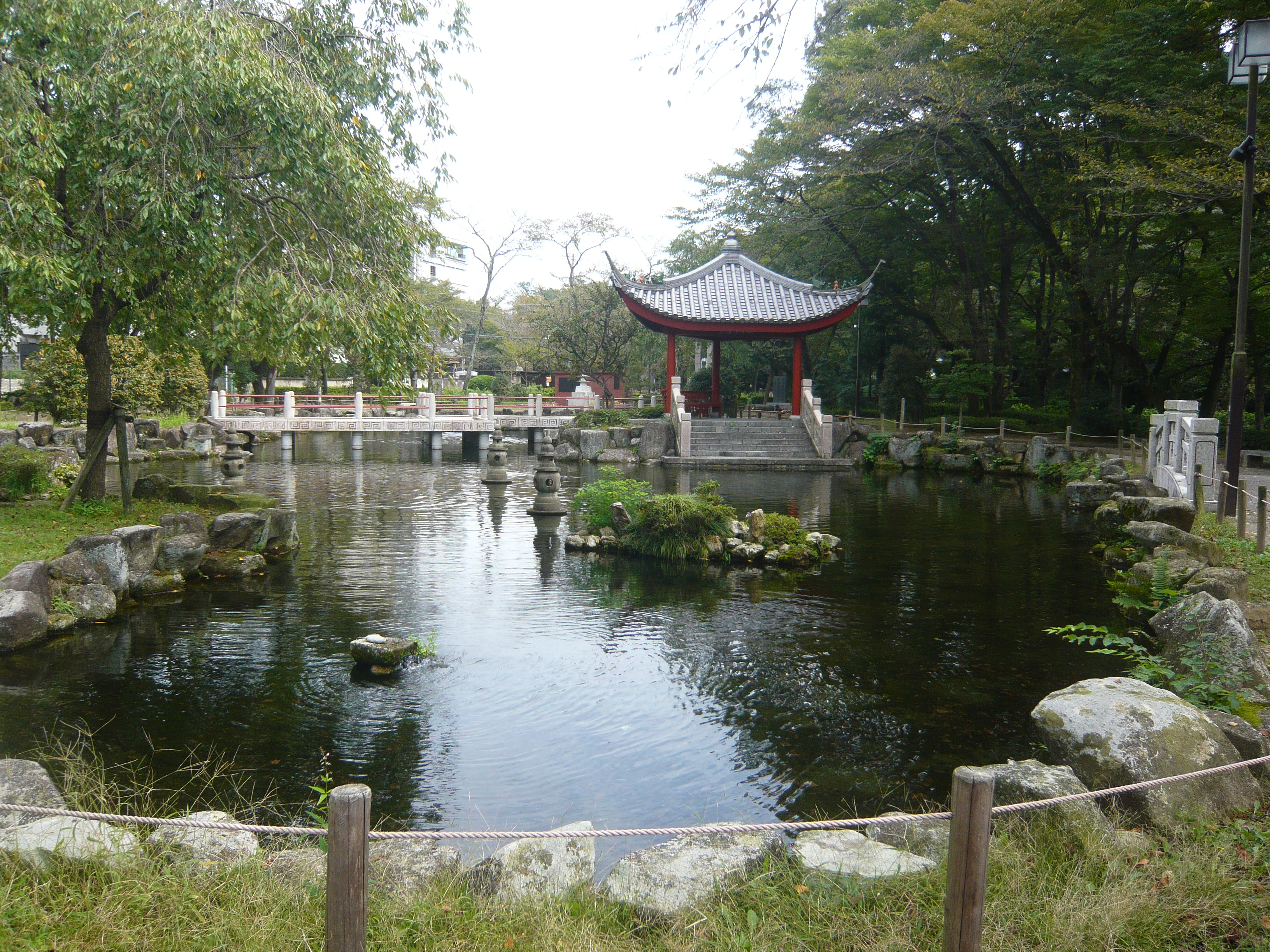
依照杭州西湖仿建的水池

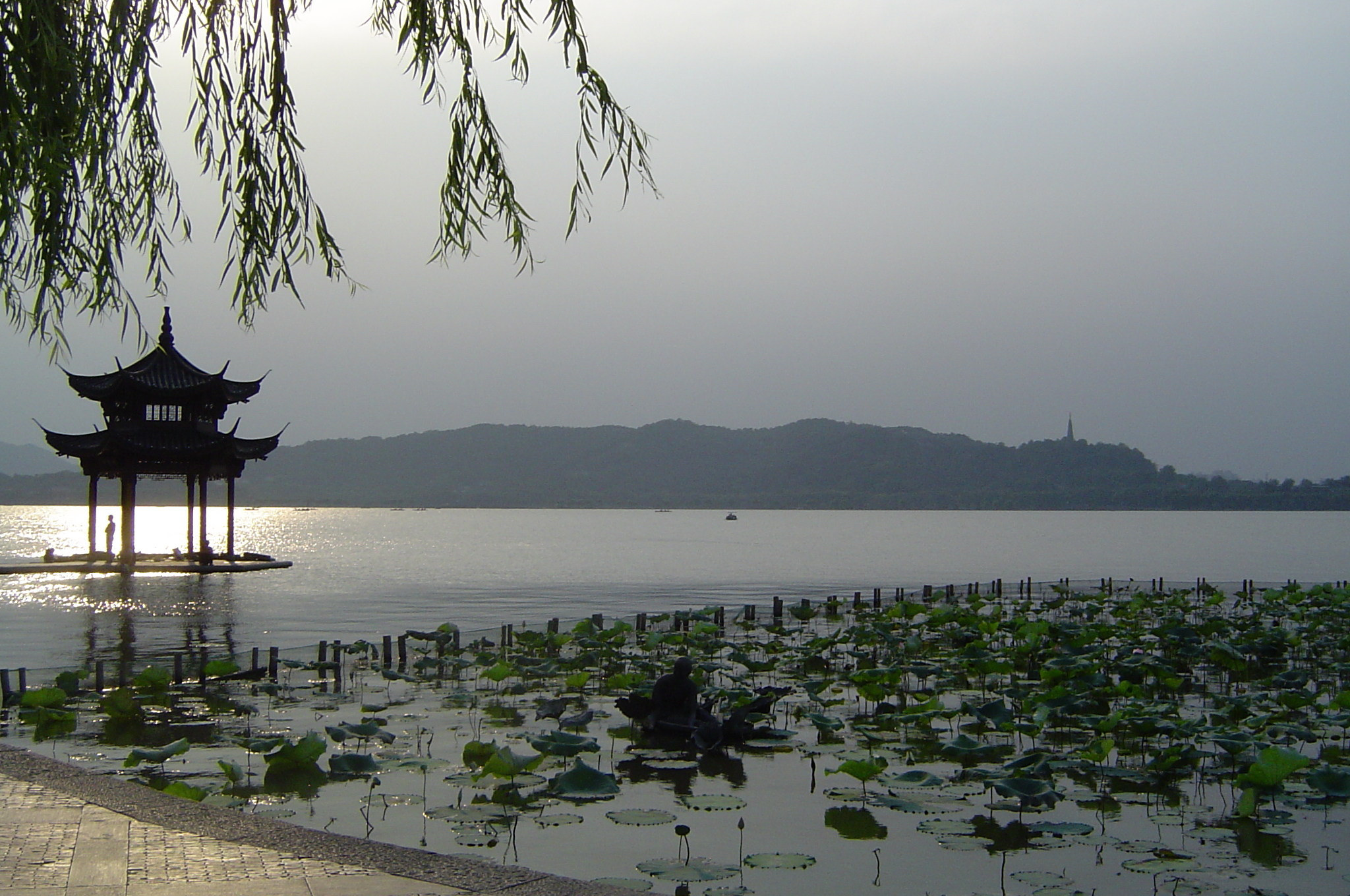
杭州西湖

日中友好庭园（日语：／），是位于日本岐阜县岐阜市的一处庭园。该庭园作为岐阜公园一部分，位于公园的北侧。
1989年（平成元年），为了纪念岐阜市与中国杭州市建立友好城市关系十周年，日方建造了这一处充满中式园林风格的庭园。其中的园门、围墙都特意模仿杭州西湖的有关景致。
在公园建成之前，这里也被成为“新公园”。

## 岐阜市与杭州市
早在1972年中日邦交正常化的十年前（1962年），当时的岐阜市长松尾吾策与杭州市长王子达交换了书写有“日中不再战”以及“中日两国人民世世代代友好下去”的碑文。次年，两碑文分别被立在岐阜市的日中友好庭园以及杭州的柳浪闻莺公园内。此后，在1979年2月21日，两城市建立了友好城市关系。

## 樱花
从岐阜公园北部的日中友好庭园到岐阜护国神社的一公里区间集中种植了大量樱花。每当樱花季节，飘落的樱花花瓣覆盖在庭园的水池中，成为当地著名的景致。

## 交通
- 从JR岐阜站或名铁岐阜站乘坐巴士15分钟后，在“岐阜公园历史博物馆前”下车后步行一分钟即可到达。
- 公园附近有市营的停车场，可以付费停车。

## 参考图片

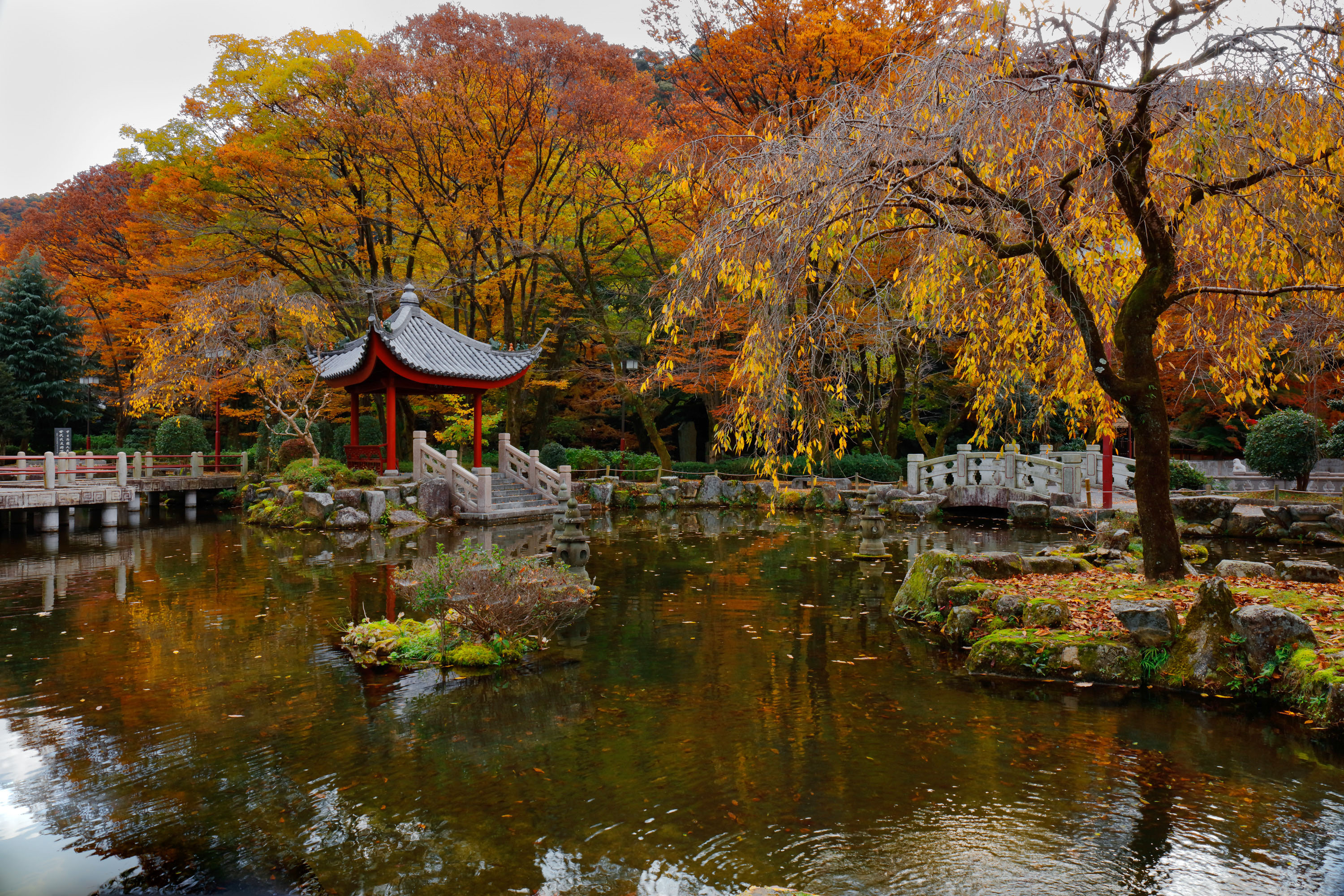
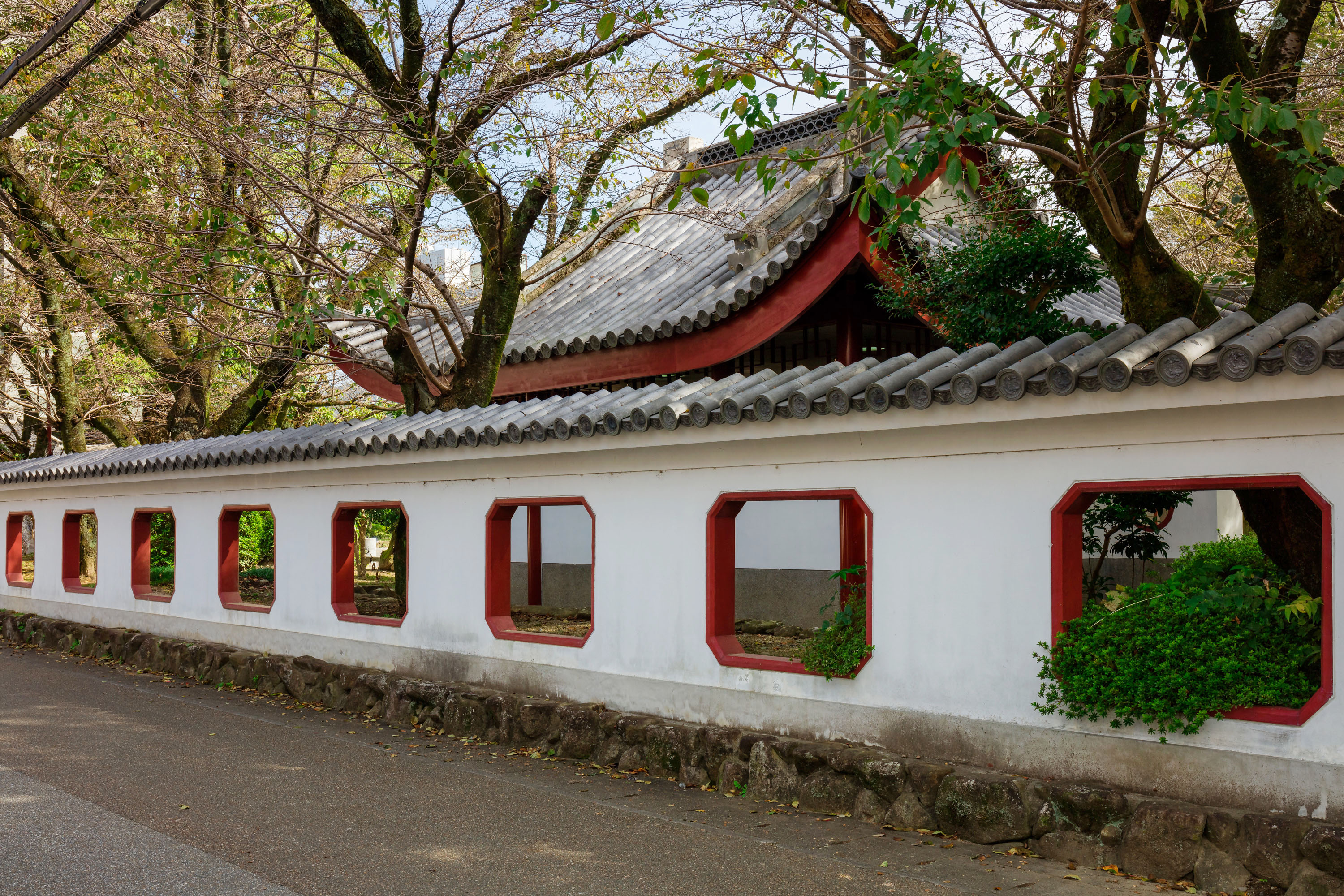
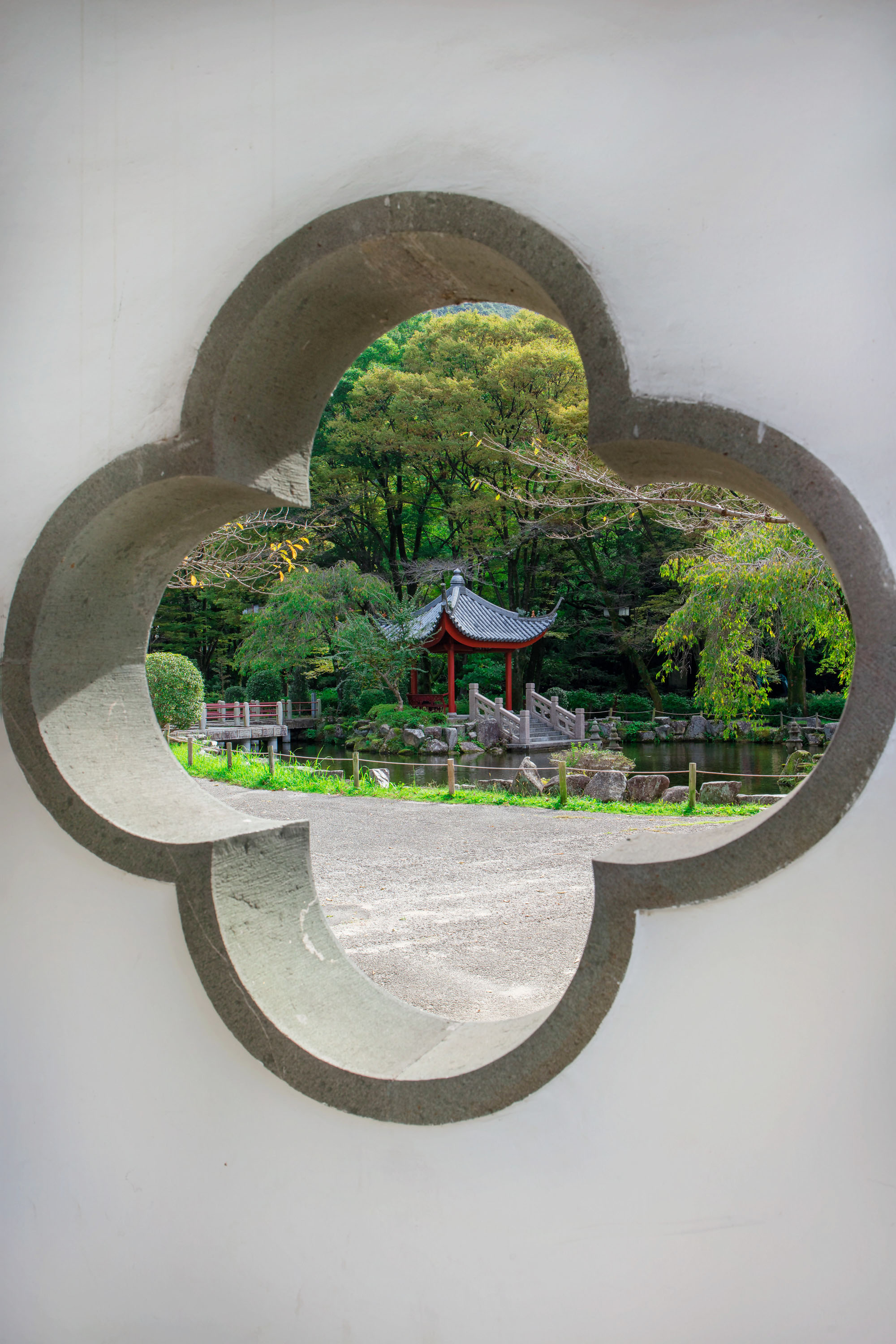

## 周边设施
- 岐阜公园
- 岐阜城
- 川原町
- 岐阜大佛 ｜ 正法寺
- 常在寺
- 妙照寺

## 关联条目
- 岐阜公园
- 杭州市
- 柳浪闻莺